# Kuştepe, Şişli
Kuştepe là một xã thuộc huyện Şişli, tỉnh Istanbul, Thổ Nhĩ Kỳ.